# Registrerings- och identitetsnummer för ekonomiska aktörer
Registrerings- och identitetsnummer för ekonomiska aktörer, (engelska: Economic Operator Registration and Identification, Eori) är ett system inom Europeiska unionen för att identifiera personer och företag som importerar varor från ett icke-EU-land till ett EU-land. Eori-systemet används också om du ska exportera varor från ett EU-land till ett land utanför EU. Alla som ägnar sig åt sådan import eller export är sedan den 15 september 2010 skyldiga att ha ett Eori-nummer, som är ett nummer som är unikt för just den personen/företaget. Numret används i kontakt med EU-ländernas tullmyndigheter, och syftet med systemet är att öka säkerheten vid import till EU och export ut från EU. I Sverige är det Tullverket som utfärdar Eori-nummer. Undantag från kravet på Eori-nummer finns bland annat för privatpersoner som importerar varor för eget, privat bruk och för varor där ett EU-land enbart är transitland för vidare export utanför EU.